# Howard Carter (arheolog)
Howard Carter (n. 9 mai 1874, Greater London, Anglia, Regatul Unit al Marii Britanii și Irlandei – d. 2 martie 1939, Londra, Anglia, Regatul Unit) a fost un arheolog și egiptolog englez, cunoscut drept descoperitor al mormântului lui Tutankhamon.

## Biografie
Howard Carter s-a născut în Putney, Londra, la data de 9 mai 1874, dar și-a petrecut mare parte din copilărie în orașul Swaffham, Norfolk. Tatăl său era artist, și își câștiga existența pictând portretele animalelor care aparțineau localnicilor și făcând ilustrații pentru ziarul "Illustrated London News".

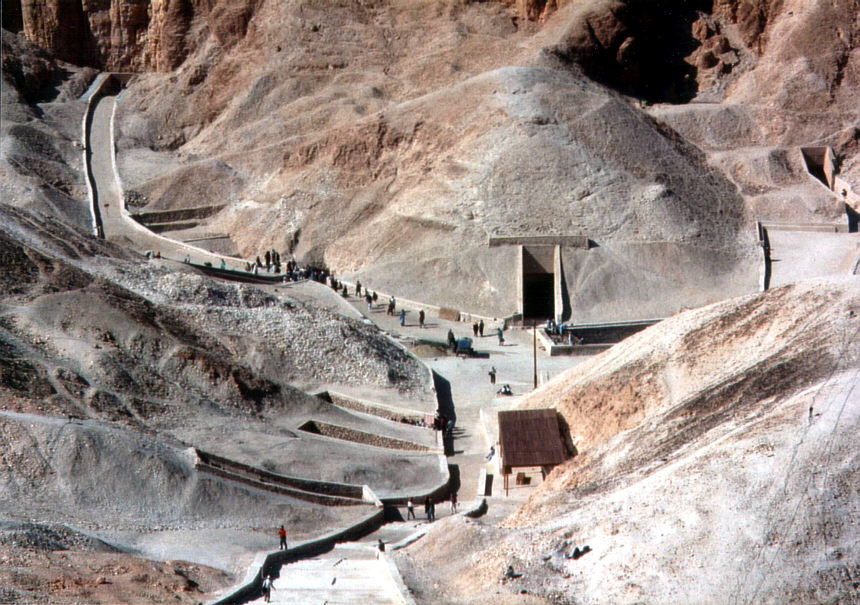
Mormântul cunoscut sub numele de serie KV 62 din Valea Regilor, cel care va fi mai apoi cunoscut ca Mormântul lui Tuthankamon

Carter a fost cel mai mic dintre cei 11 copii, dar fiind educat acasă, a simțit lipsa acută de educație formală pentru tot restul vieții.
A învățat de la tatăl său să picteze impecabil, fiind capabil să rețină o casă sau o scenă dintr-un sat. A devenit celebru fiind arheologul și apoi egiptologul care a descoperit mormântul lui Tutankhamon

## Mormântul lui Tutankhamon
Lordul Carnarvon a concesionat un teren cu relicve arheologice de la sultanul Egiptului și l-a angajat pe Howard Carter sa efectueze cercetările și săpăturile urmând ca artefactele sa intre in posesia lui Carnarvon. După o perioada infructuoasa de săpături, Carnarvon a decis stoparea lucrărilor dar Carter a insistat sa se prelungească investigația și a avut noroc sa descopere un mormânt necunoscut, jefuit doar parțial. Carnarvon si Carter s-au certat asupra modului de împărțire a comorilor descoperite, comori care în final au ajuns în posesia egiptenilor ca urmare a morții lui Carnarvon, după cearta cu Carter.